# Scharffia rossi
Espèce
Scharffia rossi est une espèce d'araignées aranéomorphes de la famille des Cyatholipidae.

## Distribution
Cette espèce est endémique de Tanzanie. Elle se rencontre à Naabi vers 1 750 m d'altitude dans la plaine du Serengeti.

## Description
Le mâle holotype mesure 2,66 mm.

## Étymologie
Cette espèce est nommée en l'honneur d'Edward S. Ross.

## Publication originale
- Griswold, 1997 : Scharffia, a remarkable new genus of spiders from East Africa (Araneae, Cyatholipidae). The Journal of Arachnology, vol. 25, p. 269-287 (texte intégral).